# Bruinstuitwever
De bruinstuitwever (Ploceus superciliosus) is een zangvogel uit de familie Ploceidae (wevers en verwanten).

## Verspreiding en leefgebied
Deze soort komt voor van Sierra Leone tot Angola, zuidelijk Soedan, Ethiopië, Oeganda en westelijk Kenia.